# Paraocalemia scita
Paraocalemia scita là một loài bọ cánh cứng trong họ Cerambycidae.